# Ranulfo I di Poitiers
Ranulfo, o Rainulfo o Ramnulfo (815 o 820 circa – Brissarthe, ottobre 866), conte di Poitiers, dall'839 e duca di Aquitania, dall'852, sino alla morte.

## Origine
Secondo Ademaro di Chabannes, era figlio del conte d'Alvernia, Gerardo I (ca. 800-841) e della badessa dell'abbazia di Saint-Jean di Laon, Hildegarda, figlia di Ludovico il Pio e di Ermengarda.

## Biografia
Nell'839, dopo che il conte di Poitiers, Emenone, che era stato sostenitore del re d'Aquitania, Pipino I, e dopo la morte di quest'ultimo, secondo il monaco e storico, Ademaro di Chabannes, aveva approvato l'elezione a re d'Aquitania, del figlio di Pipino I, Pipino II, opponendosi al volere dell'imperatore, Ludovico il Pio, era stato sconfitto e scacciato dal Poitou, Rainulfo aveva ricevuto il titolo di conte di Poitiers, assieme allo zio, Guglielmo.
Nell'841, alla morte del padre, Gerardo, alla Battaglia di Fontenay, il 25 giugno 841, il titolo di conte di Alvernia passò a suo zio Guglielmo.
Nell'845, come sostiene il monaco parigino Abbone, Rainulfo sposò una figlia del conte Rorgone I del Maine, mentre secondo altri cronisti era sì la figlia del conte del Maine, Rorgone I e di Blichilde, ma era altresì la vedova del suo antagonista e pretendente al titolo di conte di Poitiers, Bernardo II di Poitiers, come riporta il canonico di Reims, Flodoardo. Bilichilde era la sorella del conte del Maine, Rorgone II ed era già madre di Bernardo di Gotia.
Nell'852, quando Carlo il Calvo spodestò il re d'Aquitania Pipino II e ne prese il posto, Rainulfo divenne duca, in rappresentanza del nuovo re e continuò, anche col figlio e successore di Carlo il Calvo, Carlo il Bambino, a battersi per il re contro le aspirazioni del pretendente Pipino II e dei suoi alleati, i Normanni. In quello stesso anno, secondo il monaco e storico, Ademaro di Chabannes ed il Chronicon Santi maxentii Pictavinis, Rainulfo fu sconfitto e messo in fuga dai Normanni.
Non si sa molto della vita di Ranulfo, si sa soltanto che morì, secondo l'Adonis Continuatio Prima, Auctore Anonymo combattendo proprio contro i Normanni, colpito da una freccia, nel corso della battaglia di Brissarthe (in cui morì anche il conte di Parigi Roberto il Forte), il 15 settembre dell'866. Dopo la morte di Rainulfo I, mentre il titolo di duca di Aquitania rimase vacante, il figlio Ranulfo fu privato del titolo di conte di Poitiers. La contea fu aggregata al regno di Aquitania, che fu assegnato al figlio di Carlo il Calvo, il futuro re di Francia, Luigi il Balbo. Bernardo di Gotia allora occupò la contea di Poitiers e la governò, pur non avendone il titolo.

## Discendenza
Ranulfo e Bilichilde del Maine ebbero tre figli:
- Gosberto (ca. 845-† verso la fine dell'892), conte ed abate laico di Saint-Hilaire de Poitiers; morì in battaglia[19];
- Ranulfo II (ca. 850- † dopo il luglio 892), conte di Poitiers e duca d'Aquitania; morì in battaglia[19];
- Ebles (857- † 2 ottobre 892), abate di Saint-Denis, di Saint-Germain des Prés e di Jumièges; morì in battaglia[19].

## Ascendenza
|                       |             |                    | Genitori            |  |  | Nonni |  |  | Bisnonni |  |  | Trisnonni |  |
|                       |             |                    |                     |  |  |       |  |  | …        |  |  | …         |  |
|                       |             |                    |                     |  |  |       |  |  | …        |  |  | …         |  |
|                       |             | …                  |                     |  |  |       |  |  | …        |  |  |           |  |
| …                     |             |                    |                     |  |  |       |  |  | …        |  |  |           |  |
|                       |             | …                  | …                   |  |  |       |  |  |          |  |  |           |  |
|                       |             | …                  | …                   |  |  |       |  |  |          |  |  |           |  |
|                       |             | …                  | …                   |  |  |       |  |  |          |  |  |           |  |
| Gerardo I d'Alvernia  |             | …                  |                     |  |  |       |  |  |          |  |  |           |  |
|                       |             | …                  | …                   |  |  |       |  |  |          |  |  |           |  |
|                       |             | …                  | …                   |  |  |       |  |  |          |  |  |           |  |
|                       |             | …                  | …                   |  |  |       |  |  |          |  |  |           |  |
| …                     |             | …                  |                     |  |  |       |  |  |          |  |  |           |  |
|                       |             | …                  | …                   |  |  |       |  |  |          |  |  |           |  |
|                       |             | …                  | …                   |  |  |       |  |  |          |  |  |           |  |
|                       |             | …                  | …                   |  |  |       |  |  |          |  |  |           |  |
| Ranulfo I di Poitiers |             | …                  |                     |  |  |       |  |  |          |  |  |           |  |
|                       | Carlo Magno | Pipino il Breve    |                     |  |  |       |  |  |          |  |  |           |  |
|                       | Carlo Magno | Pipino il Breve    |                     |  |  |       |  |  |          |  |  |           |  |
|                       | Carlo Magno | Bertrada di Laon   |                     |  |  |       |  |  |          |  |  |           |  |
| Ludovico il Pio       | Carlo Magno |                    |                     |  |  |       |  |  |          |  |  |           |  |
|                       |             | Ildegarda          | Geroldo di Vintzgau |  |  |       |  |  |          |  |  |           |  |
|                       |             | Ildegarda          | Geroldo di Vintzgau |  |  |       |  |  |          |  |  |           |  |
|                       |             | Ildegarda          | Emma d'Alemannia    |  |  |       |  |  |          |  |  |           |  |
| Ildegarda dei Franchi |             | Ildegarda          |                     |  |  |       |  |  |          |  |  |           |  |
|                       |             | Ingramm di Hesbaye | Sigram di Hesbaye   |  |  |       |  |  |          |  |  |           |  |
|                       |             | Ingramm di Hesbaye | Sigram di Hesbaye   |  |  |       |  |  |          |  |  |           |  |
|                       |             | Ingramm di Hesbaye | …                   |  |  |       |  |  |          |  |  |           |  |
| Ermengarda di Hesbaye |             | Ingramm di Hesbaye |                     |  |  |       |  |  |          |  |  |           |  |
|                       |             | Edvige di Baviera  | …                   |  |  |       |  |  |          |  |  |           |  |
|                       |             | Edvige di Baviera  | …                   |  |  |       |  |  |          |  |  |           |  |
|                       |             | Edvige di Baviera  | …                   |  |  |       |  |  |          |  |  |           |  |
|                       |             | Edvige di Baviera  |                     |  |  |       |  |  |          |  |  |           |  |

### Fonti primarie
- (LA)  Chronicon Santi Maxentii Pictavinis.
- (LA)  Ademarus Engolismensis Historiarum Libri Tres.
- (LA)  Flodoardo, Remensis canonicus, Historiae Remensis.
- (LA)  Rerum Gallicarum et Francicarum Scriptores, Tomus IX.
- (LA) Monumenta Germaniae Historica, Scriptores, tomus II, su dmgh.de. URL consultato il 27 aprile 2022 (archiviato dall'url originale il 12 aprile 2013).
- (LA)  Annales Bertiniani.
- (LA)  Rerum Gallicarum et Francicarum Scriptores, tomus VIII.
- (LA)  Monumenta Germaniae Historica, Scriptores, tomus I.

### Letteratura storiografica
- René Poupardin, I regni carolingi (840-918), in «Storia del mondo medievale», vol. II, 1979, pp. 583–635
- Louis Halphen, Francia: gli ultimi Carolingi e l'ascesa di Ugo Capeto (888-987), in «Storia del mondo medievale», vol. II, 1979, pp. 636–661
- Christian Settipani, La Préhistoire des Capétiens (Nouvelle histoire généalogique de l'auguste maison de France, vol. 1), éd. Patrick van Kerrebrouck, 1993